# Aditya Mittal
Aditya Mittal (22 de enero de 1976) es un empresario e industrial indio. Es heredero de la familia Mittal, propietaria del grupo siderúrgico ArcelorMittal.

## Biografía
Aditya Mittal nació en la India el 22 de enero de 1976. Es hijo del empresario Lakshmi Mittal, director ejecutivo del grupo siderúrgico ArcelorMittal. Obtuvo una licenciatura en Economía y finanzas corporativas por la Escuela de negocios Wharton de la Universidad de Pensilvania en 1996. 
Está casado con Megha Mittal, que en noviembre de 2009 adquirió la marca de moda Escada, que se había declarado en bancarrota en agosto.

## Trayectoria
Tras una breve estancia en el banco Credit Suisse First Boston para conocer las fusiones y adquisiciones, se unió a la empresa de su padre como responsable de las adquisiciones del grupo. Desde el 5 de agosto de 2006 ocupa el puesto de responsable financiero (CFO) y responsable del negocio del segmento de productos planos de Europa. El gigante indio siderometalúrgico Mittal, con su fusión con la europea Arcelor, dio lugar al nacimiento de ArcelorMittal, una compañía multinacional del acero con más de 300 000 empleados.
Aditya Mittal es miembro del Foro Económico Mundial de Líderes Jóvenes, de la Organización de Jóvenes Presidentes, miembro de la Junta de la Escuela Wharton, miembro de la Junta de Bennett, Coleman & Co., miembro de la Junta de PPR y miembro de la Asesoría Internacional de Citigroup.